# Kisszentmárton
Kisszentmárton is een plaats (község) en gemeente in het Hongaarse comitaat Baranya. Kisszentmárton telt 307 inwoners (2001).